# Panteon w Paryżu
Panteon (fr. Panthéon) – budowla w Dzielnicy Łacińskiej w Paryżu, wzniesiona pod koniec XVIII wieku jako kościół pod wezwaniem świętej Genowefy. Od 1885 roku pełni rolę mauzoleum wybitnych Francuzów.

## Historia

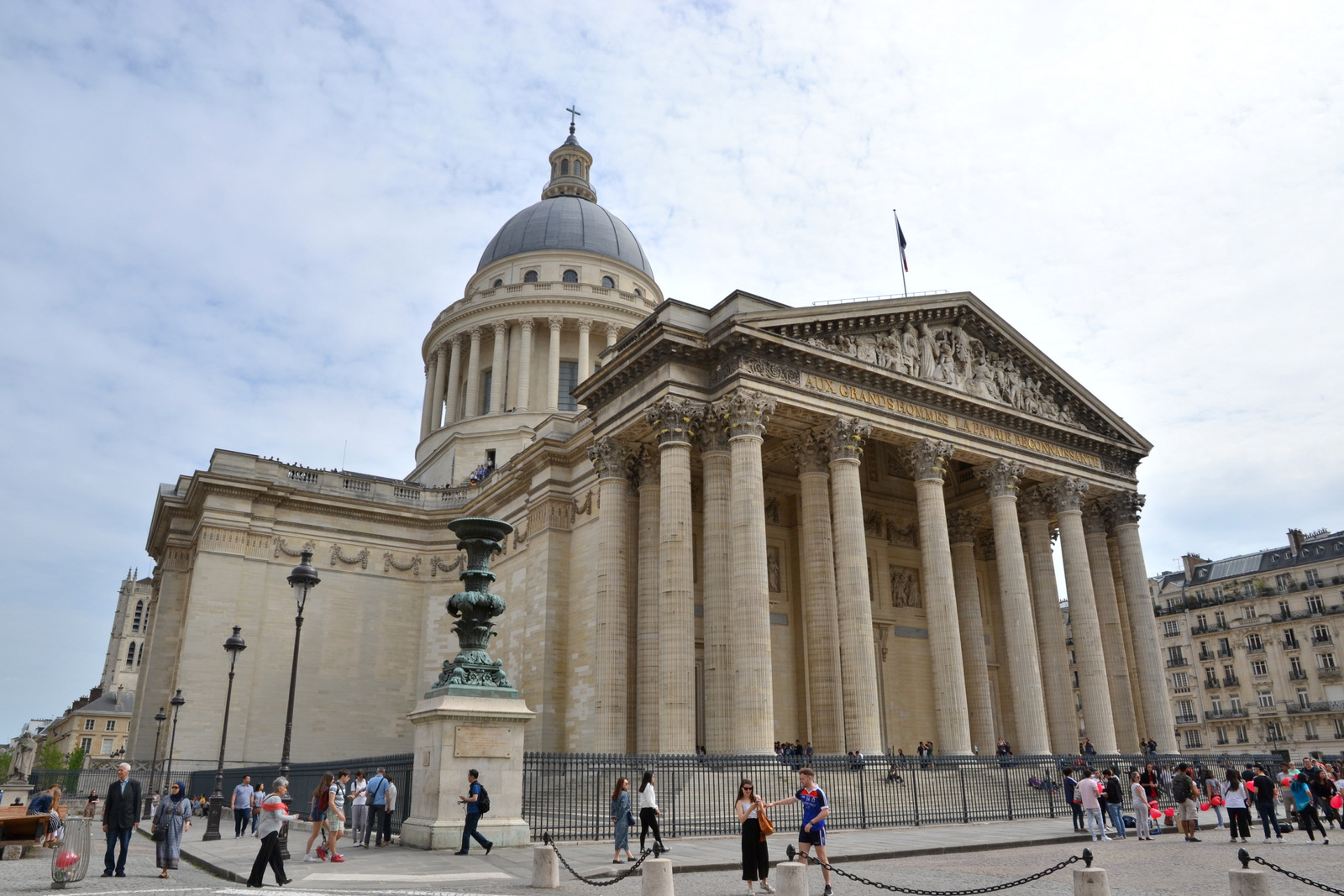
Bryła Panteonu

Król Ludwik XV przysiągł wznieść świątynię ku czci świętej Genowefy, patronki Paryża, w miejscu wczesnochrześcijańskiego kościoła zbudowanego w VI wieku w zamian za przywrócenie zdrowia. Realizacja tego przedsięwzięcia spadła na markiza Marigny, który na architekta wybrał swojego znajomego, Jacques’a Germaina Soufflota. Fundamenty pod tę monumentalną świątynię położono w roku 1758, ale ostateczne ukończenie zostało wykonane przez ucznia Soufflota, Jeana-Baptiste’a Rondeleta w roku 1789. Od czasów rewolucji francuskiej kościół został przekształcony w świecką budowlę przez architekta i masona Antoine Chrysostome'a Quatremère de Quincy.

## Architektura
Panteon jest neoklasycystyczną budowlą na planie krzyża greckiego z kopułą centralną i czterema spłaszczonymi kopułami bocznymi oraz z kolumnowym portykiem wejściowym. Uważa się, że jest on wzorowany na Panteonie rzymskim.

## Pochowani w Panteonie
Panteon jest miejscem spoczynku wielu sławnych Francuzów i Francuzek. W krypcie Panteonu znajdują się m.in. grobowce: marszałka Jeana Lannesa, generała Saint-Hilaire’a, filozofów Voltaire’a i Jeana-Jacques’a Rousseau, polityków Honoré Mirabeau i Jeana Jaurèsa, pisarzy Alexandre’a Dumasa, Victora Hugo i Émile’a Zoli, twórcy pisma dla niewidomych Louisa Braille’a, fizyków Paula Langevina, Pierre’a Curie i Marii Skłodowskiej-Curie, chemika Marcelina Berthelota, generała François Marceau, przywódcy ruchu oporu z czasów II wojny światowej Jeana Moulina, gubernatora Félixa Éboué. Dwukrotnie próbowano Panteonowi przywrócić funkcję religijną, lecz w roku 1885 ostatecznie przeznaczono go na mauzoleum.